# Rainer Hoffschildt

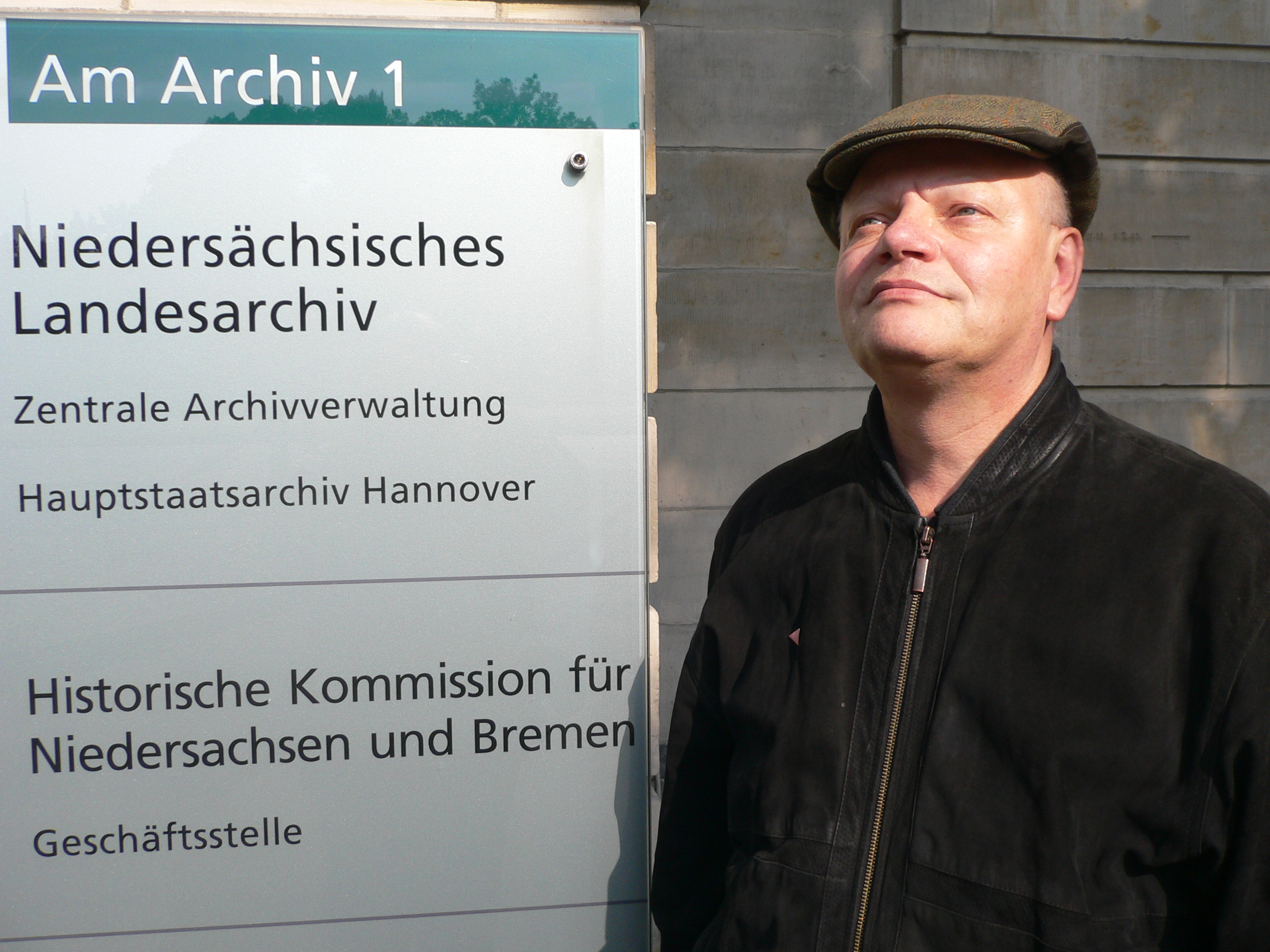
Rainer Hoffschildt 2007

Rainer Hoffschildt (* 9. Juni 1948 in Güstrow) ist ein schwuler Aktivist, Geschichtsforscher und Autor, der die Verfolgung Homosexueller in der Zeit des Nationalsozialismus besonders thematisiert.

## Leben

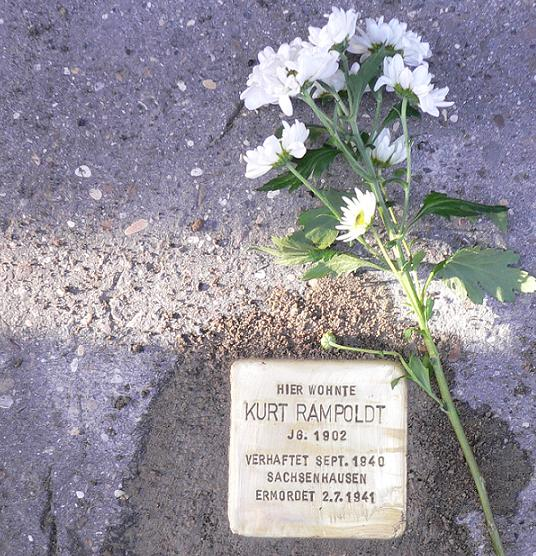
Stolperstein für Kurt Rampoldt, Striehlstraße 2 in Hannover-Mitte; (Rainer Hoffschildt steuerte Biographisches bei)

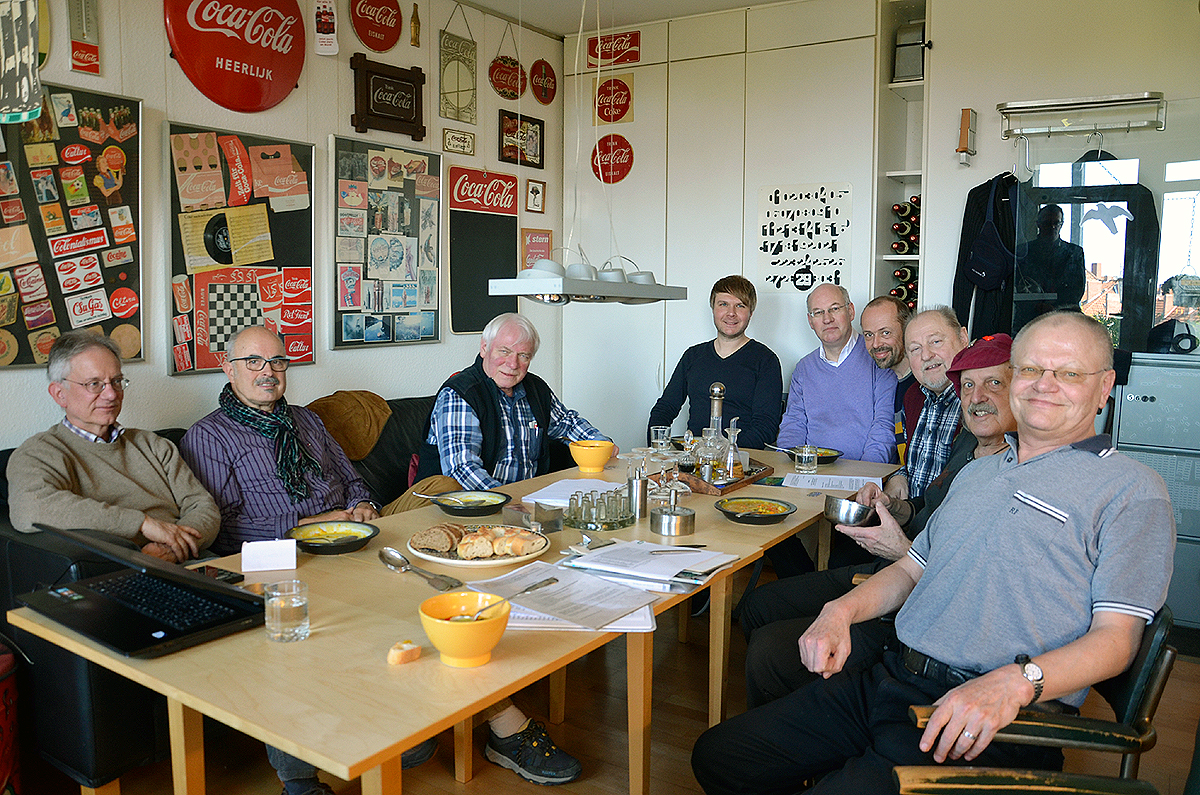
Rainer Hoffschildt (ganz rechts) während einer Mitgliederversammlung des VEHN e. V.

Nach seiner Kindheit in Hoppenrade/Lüdershagen in der sowjetischen Besatzungszone und seiner Flucht aus der DDR wohnte er zunächst in Lübeck.
In Flensburg legte er 1969 sein Abitur am Alten Gymnasium ab und studierte später an der Justus-Liebig-Universität Gießen Wirtschaftswissenschaften. In Hannover arbeitete er bis zu seiner Pensionierung.
Seit 1978 beteiligt er sich an der Aktionsgruppe Homosexualität Hannover (HSH), die noch heute in veränderter Zusammensetzung und Zielsetzung besteht.
1991 berief ihn der niedersächsische Innenminister in den Niedersächsischen Härtefonds für Hilfen an Verfolgte des NS-Regimes in besonderen Notlagen.
Hoffschildt wurde 1992 durch sein Buch Olivia bekannt, in welchem er die Geschichte von Homosexuellen in Hannover dokumentiert. Er ist Initiator des „Vereins zur Erforschung der Geschichte der Homosexuellen in Niedersachsen“ (VEHN, s. Weblinks) und betreut das Schwullesbische Archiv Hannover (SARCH), das das Schicksal tausender verfolgter homosexueller Männer in der NS-Zeit dokumentiert. Diese Dokumente haben in mehreren Städten zu Setzungen von Stolpersteinen für Schwule beigetragen.
Aus dem SARCH entwickelte Rainer Hoffschildt die Zentrale Erfassung Homosexuellendiskriminierung nach Fallgruppen und verschiedenen Regionen und Ländern, aus der die ZEH-Dokumente erstellt wurden (siehe Publikationen).
Seit 2005 ist Rainer Hoffschildt Mitglied im Beirat der Stiftung niedersächsischer Gedenkstätten.
Zur Verlegung von Stolpersteinen insbesondere von Opfern der Homosexuellenverfolgung durch die Nationalsozialisten steuert Hoffschildt regelmäßig biographische Daten bei, etwa für die Ortsgruppe Hannover der Ökumenischen Arbeitsgruppe Homosexuelle und Kirche (HuK).

## Ehrungen

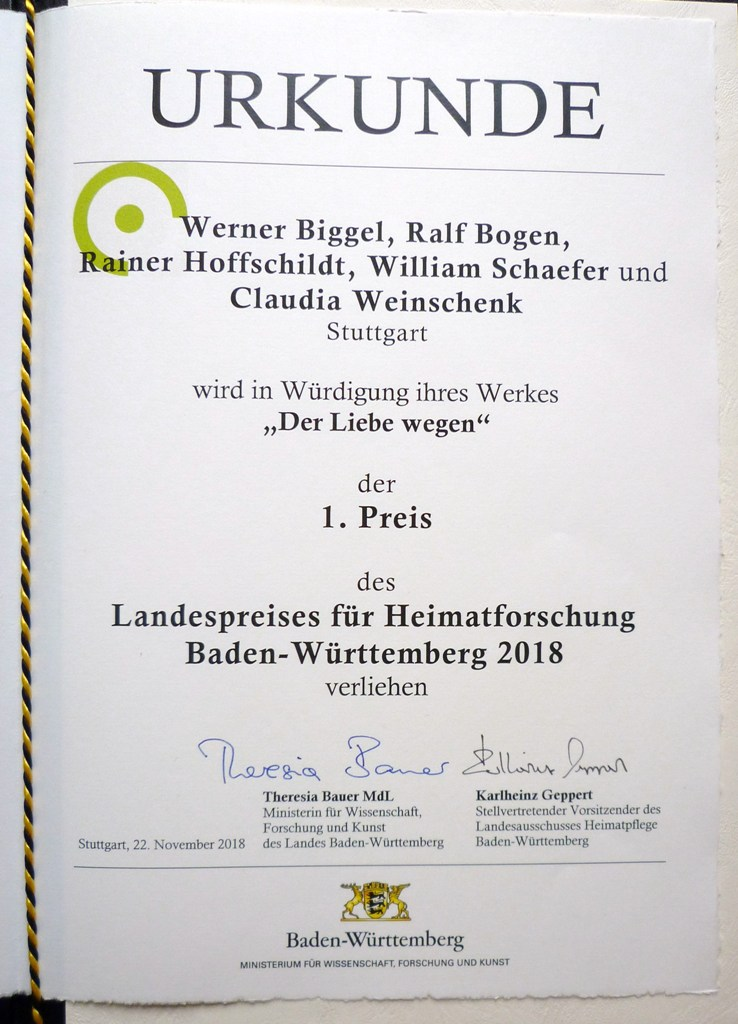
Urkunde zum Landespreis für Heimatforschung 2018

- 2012 wurde Rainer Hoffschildt vom LSVD Niedersachsen-Bremen „für besonderes Engagement im lesbischwulen Bereich“ mit dem LSVD-Preis geehrt.[3]
- Am 22. November 2018 wurde Rainer Hoffschildt gemeinsam mit Werner Biggel, Ralf Bogen, William Schaefer und Claudia Weinschenk durch das Ministerium für Wissenschaft, Forschung und Kunst Baden-Württemberg und dem Landesausschuss Heimatpflege Baden-Württemberg mit dem mit 5.000 Euro dotierten Ersten Preis des Landespreises für Heimatforschung ausgezeichnet.[4]

## Publikationen
- ZEH-Dokument (= Zentrale Erfassung Homosexuellendiskriminierung), Hefte 1 ff., 1987 (Graue Literatur)
- Einmalig unter dem Pseudonym Rudolf Schildt: "Das Ende einer Karriere. Entfernung des Amtsassessors Ulrichs aus dem Staatsdienst wegen widernatürlicher Wollust". In: Capri. Zeitschrift für schwule Geschichte (Berlin), Nr. 6, 4/1988, S. 24–33, ISSN 1431-8024
- Olivia. Die bisher geheime Geschichte des Tabus Homosexualität und der Verfolgung der Homosexuellen in Hannover. Verein zur Erforschung der Geschichte der Homosexuellen in Niedersachsen, Hannover 1992, Selbstverlag, ISBN 3-9802909-0-5
- Die Verfolgung der Homosexuellen in der NS-Zeit – Zahlen und Schicksale aus Norddeutschland. Rosa Winkel, Berlin 1999, ISBN 3-86149-096-X
- Zusammen mit George L. Mosse, Claudia Schoppmann, Katharina Kaiser, Klaus Müller, Frank Wagner, Thomas Rahe: Projekt zur namentlichen Erfassung verfolgter Homosexueller im Naziregime. In: Der homosexuellen NS-Opfer gedenken, Heinrich-Böll-Stiftung, Berlin 1999, S. 105–111. ISBN 3-927760-36-6
- In: KZ-Gedenkstätte Neuengamme (Hrsg.), Verfolgung Homosexueller im Nationalsozialismus. Beiträge zur Geschichte der nationalsozialistischen Verfolgung in Norddeutschland, Edition Temmen, Bremen 1999, ISBN 3-86108-738-3
  - zusammen mit Thomas Rahe: Homosexuelle Häftlinge im Konzentrationslager – das Beispiel Bergen-Belsen. S. 48–61.
  - Statistische Daten zu homosexuellen Gefangenen im Zuchthaus Celle 1938-1945. Ebd., S. 70–76.
- „Nach der Befreiung wieder in Haft.“ Der bündische Widerstandskämpfer Paul Hahn, in: Joachim Müller, Andreas Sternweiler: Homosexuelle Männer im KZ Sachsenhausen, herausgegeben vom Schwulen Museum Berlin, Berlin, Verlag rosa Winkel, 2000, ISBN 3-86149-097-8, S. 354–358
- "Rosa-Winkel-Häftlinge im KZ Mauthausen. (PDF; 154 kB)" In: Lambda Nachrichten. Zeitschrift der Homosexuellen Initiative Wien, Juni 2001, S. 38–41. ZDB-ID 1081954-x
- Homosexuelle Häftlinge, in: Detlef Creydt (Hrsg.): Zwangsarbeit für Industrie und Rüstung im Hils 1943–1945, Band 4 in der Reihe Zwangsarbeit ..., Holzminden: Mitzkat, 2001, ISBN 3-931656-37-3, S. 157–163
- 140.000 Verurteilungen nach "§ 175". In: Fachverband Homosexualität und Geschichte (Hrsg.), Invertito Band 4: Denunziert, verfolgt, ermordet: Homosexuelle Männer und Frauen in der NS-Zeit, S. 140–149. Männerschwarmskript, Hamburg 2002, ISBN 3-935596-14-6
- Schwullesbisches Archiv Hannover (SARCH), in: Invertito, Jahrbuch für die Geschichte der Homosexualitäten, MännerschwarmSkript Verlag GmbH, Hamburg, 8. Jahrgang 2006, S. 190–192, ISBN 978-3-939542-00-1
- Eduard Oberg, Mitbegründer des „Wissenschaftlich-humanitären Komitees“ (1858–1919), in Jens Dobler (Red.): Mitteilungen der Magnus-Hirschfeld-Gesellschaft, Nr. 37/38, 2007, S. 93–103
- Arthur Wese. Tod im Zuchthaus Celle, in: Sabine Maehnert, Joachim Piper (Red.), Anne Riege (Verf.) u. a.: Stolpersteine: Spurensuche in Celle, Celle: Gesellschaft für Christlich-Jüdische Zusammenarbeit Celle, 2008, ISBN 978-3-925902-66-6, S. 77–80
- totgeschlagen – totgeschwiegen. Verfolgung Magdeburger Homosexuelle in der NS-Zeit, in: Karin Grünwald, Karlheinz Kärgling, Steffen Lemme, Carola Lipaczewski, Wolfgang Winkelmann (Red.): Unerwünscht. Verfolgt. Ermordet. Ausgrenzung und Terror während der nationalsozialistischen Diktatur in Magdeburg 1933–1945, in der Reihe Magdeburger Museumsschriften, Nr. 11, hrsg. von Matthias Puhle, Begleitbuch zur gleichnamigen Ausstellung im Kulturhistorischen Museum Magdeburg vom 28. Januar bis 3. August 2008, Magdeburg: Magdeburger Museen, 2008, ISBN 3-930030-93-4, S. 281–293
- "Sicherungsverwahrung" als Instrument der Verfolgung homosexueller Männer, in: Beiträge zur Geschichte der nationalsozialistischen Verfolgung in Norddeutschland, Bd. 11 Ausgegrenzt. „Asoziale“ und „Kriminelle“ im nationalsozialistischen Lagersystem. Herausgeberin: KZ-Gedenkstätte Neuengamme, Edition Temmen, Bremen 2009, S. 76–83, ISBN 978-3-8378-4005-6
- „K. wurde wegen Verdacht homosexueller Betätigung ... vorläufig festgenommen.“ / Homosexuelle Männer in der Kartei der Geheimen Staatspolizei Osnabrück, 2009
- Die Verfolgung Homosexueller, in: Clemens Heinrichs (Hrsg.): Gedenkhalle Oberhausen. Eine – reine – keine Stadtgesellschaft. Oberhausen im Nationalsozialismus 1933–1945, hrsg. im Auftrag der Stadt Oberhausen, Oberhausen 2012: Verlag Karl Maria Laufen, ISBN 978-3-87468-285-5, S. 73–88
- J. Heinrich Dencker (1860–1921), Aktivist der ersten Stunde, in Jens Dobler (Red.): Mitteilungen der Magnus-Hirschfeld-Gesellschaft, Nr. 50/51, 2014, S. 92–95
- Albert Knoll, Rainer Hoffschildt: Die Todesopfer, in: Der Rosa-Winkel-Gedenkstein. Die Erinnerung an die Homosexuellen im KZ Dachau ( = Splitter, Bd. 13), Hrsg.: Forum Homosexualität München e. V., Lesben und Schwule in Geschichte und Kultur, München, 2015 ISBN 978-3-935227-19-3, S. 88–114
- Statistik der Kriminalisierung und Verfolgung homosexueller Handlungen unter Männern durch Justiz und Polizei in der Bundesrepublik Deutschland von der Nachkriegszeit bis 1994, Hannover, 2016
- Homosexualität im Nationalsozialismus – Friedrich Schwarz, 1943, in Richard Borek (Hrsg.): Deutschland Archiv. Drittes Reich Dokumente (Loseblattsammlung), Braunschweig: Archiv Verlag, 2017, Blatt 00417
- Thomas Rahe, Rainer Hoffschildt: Homosexuelle im KZ Bergen-Belsen, 1. Auflage, Celle: Stiftung niedersächsische Gedenkstätten, 2019, ISBN 978-3-946991-08-3 und ISBN 3-946991-08-4
- Biographische Informationen zu § 175–Häftlingen im KL Auschwitz. „Es waren viel mehr, und es waren nicht nur Deutsche.“ Alphabetische Übersicht und persönliche Daten zu bisher 136 nachgewiesenen § 175–Häftlingen in Auschwitz. In: Joanna Ostrowska, Joanna Talewicz-Kwiatkowska, Lutz van Dijk (Hrsg.): Erinnern in Auschwitz. Auch an sexuelle Minderheiten, erste Auflage, Querverlag, Berlin 2020, ISBN 978-3-89656-289-0 und ISBN 3-89656-289-4, S. 211–253
  - in polnischer Sprache: Ne tylko Niemcy, in Lutz van Dijk, Joanna Ostrowska, Joanna Talewicz-Kwiatkowska (Red.): Auschwitz. Pamięć o nieheteronormatywnych ofiarach obozu, Warszawa: Wydawnictwo Neriton, 2021, ISBN 978-83-66018-88-4 und ISBN 978-83-66018-89-1, S. 198–241
- Darmstadt unter dem Rosa Winkel. Materialien zur Geschichte der Emanzipation und Verfolgung homosexueller Männer in Darmstadt: Ergänzt um die Dokumentationen der Stolpersteine für Konrad Jakobi und Heinrich Orlemann, Hrsg.: Ökumenische Arbeitsgruppe Homosexuelle und Kirche (HuK) e. V. Regionalgruppe, Darmstadt 2021
- Helmuth Hanle (Hrsg.), Rainer Hoffschildt, Thomas Rahe et al.: Homosexuelle Männer im Lagerkomplex Ravensbrück. English Summery. Streszczenie w języku polskim, hrsg. in Kooperation mit der Mahn- und Gedenkstätte Ravensbrück, Berlin 2022

## Ausstellungen (unvollständig)
- 2010: Zur Geschichte der Homosexuellen im Mittelweserraum: Emanzipation und Verfolgung homosexueller Männer vom 19. Jahrhundert bis zur NS-Zeit, Rathaus Nienburg, im Rahmen der Veranstaltungen zum Jahrestag der Befreiung von Auschwitz, veranstaltet vom Arbeitskreis Gedenken (Stadt Nienburg, Evangelischer Kirchenkreis, Heinrich-Albert-Oppermann-Gesellschaft, Runder Tisch gegen Rassismus und rechte Gewalt, Kulturwerk Nienburg, Verein gegen Vergessen – für Demokratie, Albert Reichwein Verein und Niedersächsische Ostgesellschaft)
- 2009: und sie bewegt sich doch ... Die Geschichte der Schwulenbewegung in Hannover von einst bis jetzt, Veranstaltung in der Reihe "Mittendrin und Miteinander" in Verbindung mit der Ausstellung im Historischen Museum Hannover
- 1992: Oliva. Die bisher geheime Geschichte des Tabus Homosexualität und der Verfolgung der homosexuellen in Hannover, Ausstellung vom 11. Mai bis 6. Juni 1992 in der Volkshochschule Hannover, Theodor-Lessing-Platz 1 sowie Rahmenprogramm in der Nieschlagstraße 26 und im Pavillon, veranstaltet durch den Verein zur Geschichte der Homosexuellen in Niedersachsen e. V., gefördert durch das Niedersächsische Sozialministerium, das Niedersächsische Ministerium für Bundes- und Europaangelegenheiten sowie die Volkshochschule Hannover[5]

## Filme (Auswahl)
- Homosexuellen-Verfolgung: Gedenkstätte Wolfenbüttel veröffentlicht Buch über §175, Beitrag in dem vom Fernsehsender Sat1 ausgestrahlten Fernsehmagazin 17:30 Sat.1 Regional für Niedersachsen und Bremen vom 18. Januar 2019